# Franz Anton Spängler
Franz Anton Spängler (* 1705 in Dietenheim bei Bruneck; † 1784 in Stadt Salzburg) war ein Salzburger Kaufmann und Ahnherr der salzburgisch-österreichischen Bankiersfamilie Spängler.

## Leben
Franz Anton Spangler war der Sohn des Wirtes und Weinhändlers Georg Spangler (* 1681; † 1759) aus Taufers im Ahrntal und seiner Gattin Eva Maria, geb. Muz (* 1681; † 1719). Sein Großvater Johann und sein Großonkel Georg (Wirt in Sterzing) waren führend an der Organisation des Weinhandels zwischen Salzburg und Südtirol beteiligt und erhielten 1677 von Pfalzgraf Johann Georg von Werndle im Namen des Kaisers Leopold I. einen Wappenbrief ausgestellt. Das Wappen zeigt zwei aufrecht stehende Löwen, die gemeinsam in ihren Pranken eine große Weintraube halten.

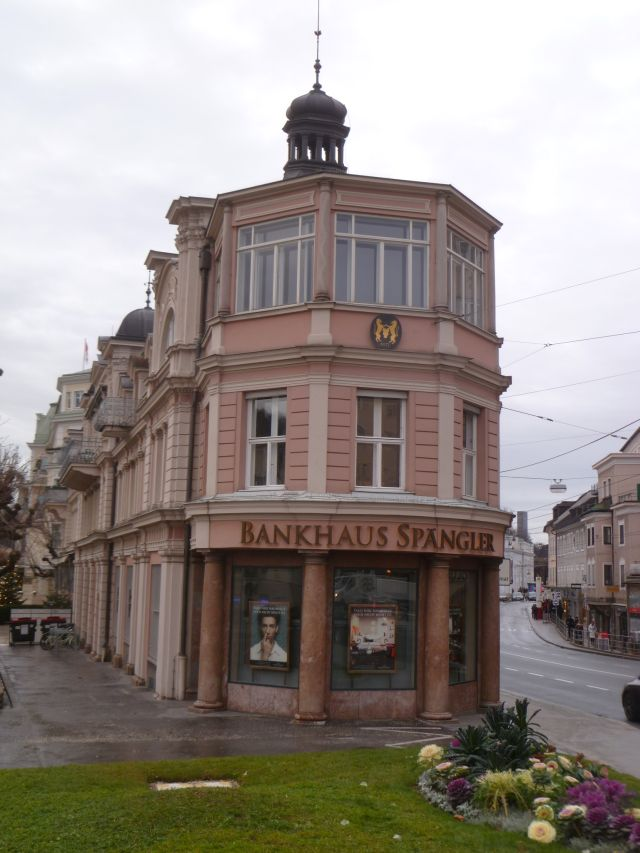
Spänglerbank in Salzburg (Schwarzstraße 1) mit dem Wappen der Familie Spängler (2012)

Mit 24 Jahren wanderte er nach Salzburg aus und wurde 1731 als „Handelsfaktor – Direktor bei der Faktorei Laimprucher'schen Erben“ in der Sigmund-Haffner-Gasse 6 im Bürgerbuch genannt. In diesem Jahr heiratete er auch die 31-jährige Witwe Maria Katharina Prötz, geborene Ingerl (* 1699; † 1743). Sie brachte zwei Kinder aus der früheren Ehe in die Beziehung ein. Das Ehepaar wohnte zur Miete in der Sigmund-Haffner-Gasse. Diese hatte mit ihrem ersten Mann einen Seiden-, Tuch- und Knopfhandel am Alten Markt 11 betrieben, der nun an Franz Spängler überging. Durch die Ehe erhielt er am 16. Juli 1731 das Bürgerrecht der Stadt, später auch das Recht zum Handel mit Leinwand und Weißwaren. Das Ehepaar bekam fünf Kinder, von denen drei das Erwachsenenalter erreichten. Nach dem Tod seiner Frau 1743 erbte er das (heute denkmalgeschützte) Haus Alter Markt 2. Er erwarb auch die in diesem Haus untergebrachte „Prötz´sche Seiden-, Tuch- und Wollhandlung“, die er nach seiner Übernahme in „Franz Spängler´sche Tuch- und Seidenhandlung“ umbenannte.

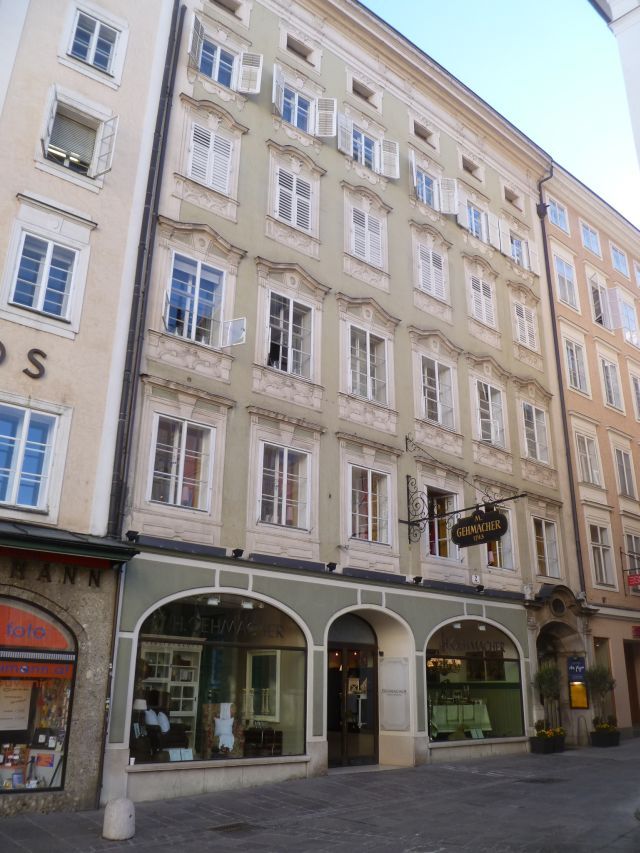
Wohnhaus der Familie Spängler am Alten Markt 2 in Salzburg, heute Sitz der Fa. Gehmacher

1745 verheiratet er sich nochmals mit einer Witwe, und zwar mit der 43-jährigen Anna Maria Lang, geborene Egger (* 1701; † 1754). Diese besaß einen Devotionalienhandel und die „Lang´sche Bettenhandlung“ am Alten Markt 2. Sie starb nach 20-jähriger Ehe; die Ehe war kinderlos geblieben. Nach deren Tod heiratete Franz Anton Spangler zum dritten Mal, und zwar die 25-jährige Maria Theresie Traunbauer (* 1730; † 1780), Tochter eines verstorbenen Wiener Spezereihändlers und einer Senfhändlerin aus Krems. Für das Hochzeitsfest wurde Leopold Mozart mit der Komposition von zwölf Menuetten („12 Menuetti fatti per le Nozze del Signore Francesco Antonio Spangler“) beauftragt. Das Ehepaar bekam in der Folge acht Kinder, von denen vier überlebten.
Als er 1784 mit 79 Jahren verstarb, war seine dritte Frau bereits vier Jahre zuvor verstorben; auch etliche seiner Kinder hatte er überlebt. Zu seinen Nachkommen zählten u. a. Johann Peter Maria Spängler (1792–1837), Hofrichter der Benediktinerinnenabtei Nonnberg; Alois Spängler (1800–1875), Bürgermeister von Salzburg; Carl Spängler (1825–1902), Gründer des Bankhauses Carl Spängler & Co; Rudolf Spängler (1830–1895), Vize-Bürgermeister und Ehrenbürger der Stadt Salzburg; Julius Spängler (1837–1907), Landesschulinspektor; Otto Spängler (1841–1919), Direktor der Salzburger Sparkasse und Ehrenbürger der Stadt Salzburg.
Über das Leben der Familie zeugt ein detailliert geführtes Haushaltsbuch von 1733 bis 1785, das genaue Einblicke in das Leben einer gutbürgerlichen Familie und ihrer Hausangestellten (Hausknecht, Köchin, Küchengehilfin, Kindermädchen) in der späten Barockzeit gibt. Der Familie Spängler wurde auch eine Ausstellung vom 31. Mai 2008 bis 21. März 2010 im Salzburg Museum gewidmet.